# Cryptocheilus elegans
Espèce
Synonymes
- Cryptocheilus (Adonta) elegans (Spinola, 1806)
- Pompilus elegans Spinola, 1806

Cryptocheilus elegans est une espèce d'insectes de l'ordre des hyménoptères, de la famille des Pompilidae et de la sous-famille des Pepsinae. Elle est décrite en Italie et peut être trouvée ailleurs en Europe.